# Медведево (Барско-Татаровский сельсовет)
Медведево — упразднённая деревня в Вязниковском районе Владимирской области России.

## География
Урочище находится в северо-восточной части области, в зоне хвойно-широколиственных лесов, в пределах Волжско-Окского междуречья, к югу от автодороги 17Н-134, к северу от реки Тары, на расстоянии примерно 21 километра (по прямой) к северо-западу от города Вязники, административного центра района.

### Климат
Климат характеризуется как умеренно континентальный. Средняя температура воздуха самого холодного месяца (января) — −11,1 °C (абсолютный минимум — −48 °С), средняя максимальная температура воздуха (июля) — +23,3 °С (абсолютный максимум — +37 °С). Годовое количество атмосферных осадков составляет около 607 мм, из которых 413 мм выпадает в период с апреля по октябрь.

## История
В «Списке населенных мест Владимирской губернии по сведениям 1859 года» населённый пункт упомянут как владельческая деревня Вязниковского уезда, расположенная при безымянном овраге, в 27 верстах от уездного города. В деревне насчитывалось 18 дворов и проживало 112 человек (50 мужчин и 62 женщины).
По состоянию на 1905 год, в Медведеве имелось 12 дворов и проживало 88 человек. В административном отношении деревня входила в состав Мстерской волости.
По данным 1926 года в деревне имелось 11 хозяйств и проживало 99 человек (18 мужчин и 22 женщины). Являлась частью Яблонского сельсовета.
На момент упразднения входила в состав Барско-Татаровского сельсовета Вязниковского района. Решением облисполкома № 1086 от 22 сентября 1965 года объединена с деревней Семейкино.